# Анатолий Железняков
Анатолий Григориевич Железняков, известен също като Матрос Железняк (20 април (2 май) 1895 г., с. Федоскино, Московска губерния – 26 юли 1919 г., Пятихатки, Екатеринославска губерния) – балтийски моряк, анархист, участник в революцията от 1917 г., командващ 1-ва съветска кавалерийска батарея, а също и командир на бригада бронирани влакове по време на Гражданската война в Русия.

## Предреволюционна биография
А. Г. Железняков е роден на 20 април (2 май) 1895 г. в дребнобуржоазно семейство в село Федоскино, Московска губерния, където баща му е бившият войник Григорий Егорович Железняков (1850 – 1902). През август същата година семейството се премества в Москва, където Григорий Егорович получава работа като пазач на административна сграда. Анатолий има по-голяма сестра Александра и двама братя: по-големият Николай и по-малкият Виктор. През 1902 г. баща им умира от инфаркт и четирите деца са оставени на грижите на майка си Мария Павловна Железнякова, родена Елисеева.
Постъпва във военното фелдшерско училище в Лефортово, но скоро го напуска, което провокира изключването му (през април 1912 г. той отказва да отиде на парада в чест на именния ден на императрицата). Той се проваля при постъпване в Кронщатското военноморско училище (година по-късно не е приет и в Ростовското военноморско училище поради възрастта си) и започва работа в аптеката в тъкаческото предприятие на фабриканта Арсений Морозов в Богородск, където семейството се е преместило.
След това заминава за Одеса и започва работа като пристанищен работник, а след това като огняр в търговския флот. От лятото на 1915 г. той работи като механик във фабриката за черупки[ неясно? ] на Г. Лист, където за първи път се занимава с нелегална пропагандна работа. През октомври 1915 г. е повикан на военна служба. Записан в екипажа на 2-ри балтийски флот, в машинното училище. През юни 1916 г., страхувайки се от арест, той дезертира и до Февруарската революция работи като огняр и помощник-механик на търговски кораби на Черноморския флот, криейки се под измисленото име „Викторски“.
И двамата братя също свързват съдбата си с флота. Николай е бил моряк и известен анархист, според спомените на В. Бонч-Бруевич. Виктор, сред първите дипломирани кадети, завършва военноморското училище в Ленинград, което от 1926 г. носи името на М. В. Фрунзе, и служи като командир на кораб в Балтийския флот.

## Участие в Октомврийската революция от 1917 г. и Гражданската война
След амнистия на дезертьори от царските времена той се връща във флота и се озовава в Кронщат, възобновявайки часовете в машинно училище. Тъй като по това време е убеден анархист, той не признава временното правителство и често говори на митинги. През май 1917 г. е избран за делегат на 1-вия конгрес на Балтийския флот (Центробалт – революционният орган на моряците от Балтийския флот). През юни 1917 г., защитавайки имението Дурново, окупирано от анархисти, той оказва активна съпротива на войниците и казаците и е арестуван. Осъден е на 14 години каторга, но на 6 септември успява да избяга от затвора в Крести. На 2-рия конгрес на Центробалта е секретар на конгреса, избран в състава на Центробалта и делегат на II всеруски конгрес на Съветите.
Взема активно участие в Октомврийското въоръжено въстание, ръководи отряда, който окупира Адмиралтейството в Петроград, участва в щурма на Зимния дворец и става член на Морския революционен комитет, заменил управлението на Централния флот. Участва в битки срещу частите на генерал П. Краснов в покрайнините на Петроград.
През декември 1917 г. той става заместник-командир на революционния комбиниран отряд на моряците (450 души, 2 бронирани влака, 4 бронирани коли, около 40 картечници и прожекторен екип с два прожектора и електроцентрала, командир Н. А. Ховрин, началник-щаб – А. Ф. Илин-Женевски, комисар – И. П. Павлуновски), който по това време вече е участвал в установяването на съветската власт в Петроград, Москва, Харков, в битки с ударни войски при Белгород и Чугуев.
През втората половина на декември 1917 г. част от отряда на Ховрин-Железняков се завръща в Петроград и се установява в екипажа на 2-ри балтийски флот. Моряците от отряда, отличаващи се с ляв радикализъм и анархизъм, са инициатори и поддръжници на строги мерки в борбата срещу враговете на съветския режим и престъпните елементи. По-специално организаторите на по-късното убийство на бившите министри Шингарьов и Кокошкин, моряците Ю. Матвеев и О. Крейс, са част от този отряд. Ленин определя убийството като „възмутително“.
Отрядът, като едно от най-верните военни формирования на болшевиките, е използван за разпръскване на демонстрации в подкрепа на Всеруското учредително събрание и е изпратен да охранява Таврическия дворец, където се провежда Учредителното събрание. За началник на караула е назначен А. Г. Железняков. Той влиза в историята с фразата си „Гвардията е уморена...“ (от празните приказки) при разгонването на заседанието на Учредителното събрание.
Същият отряд и охрана охранява III всеруски конгрес на Съветите, на който А. Г. Железняков приветства делегатите от името на Петроградския гарнизон, революционните отряди на армията и флота.
В края на конгреса той е включен във Върховната колегия, за да ръководи борбата срещу румънската интервенция и евакуацията на руските войски и кораби, обградени в района на Дунав. Той е инструктиран да вземе 5 милиона рубли за разходите на борда, както и пари в полевата каса на войските на Румънския фронт и Черноморския флот. При пристигането си в Одеса той отива на разрушителя „Дръзки“ до Вилково, където се намират корабите на Дунавската флотилия и участват във военните действия. След завръщането си в Одеса в средата на февруари той ръководи специален отряд от военноморски сили за защита на крайбрежните подходи към града. Той ръководи арестите на заложници, получава конфискувани румънски кораби и говори много на митинги.
През март 1918 г. той е назначен за командир на Бирзулския укрепен район, който включва значителни резерви и бойни части. Получавайки преки инструкции от командващия Южния фронт В. А. Антонов-Овсеенко, той ръководи отряд от моряци и войници от 1500 души и участва във военни действия срещу австро-германските войски, евакуирайки се с отстъпващите войски в тила.
След завръщането си в Петроград той е назначен за член на политическия отдел на военноморския генерален щаб, но в средата на юни отново отива на фронта, този път в района на Царицин в дивизия под командването на В. И. Киквидзе, където е назначен за командир на Първи Елански пехотен полк (комисар към него е назначен одеският футурист Борис Черкуновсоциалист-революционер, поет максималист) и участва в ожесточени битки срещу казашките войски на атаман П. Краснов.
През есента на 1918 г. той започва конфликт с военни експерти от отдела за снабдяване на фронтовия сектор, на чиято страна застава Н. И. Подвойски. Конфликтът завършва с отстраняването му от командването на полка и заповедта на Подвойски да арестува Железняков. Благодарение на В. И. Киквидзе Железняков избягва ареста, но е принуден да се върне в Москва.
През същия период той се жени за дъщерята на полковник от царската армия, който доброволно приема революцията и става учител в Червената армия, Елена Николаевна Винда.
През октомври 1918 г. под името Виктори е изпратен на нелегална работа в Одеса. Работейки като механик в завод за ремонт на кораби и избран в борда на профсъюза на моряците, той участва активно в подземна агитация и в същото време се сближава с бойния отряд на Г. Котовски. Участва във въстанието при приближаване на части на Червената армия. След завземането на Одеса от Червената армия на 6 април 1919 г. е избран за председател на профсъюза на търговските моряци. На тази длъжност той сключва споразумения със собствениците на параходи и предприятия и улеснява преместването на големи семейства от землянки и казарми в апартаменти и къщи, освободени след масовата емиграция.
Поради продължаващата гражданска война в началото на май 1919 г. той е назначен на поста командир на бронирания влак „Худяков“, който е ремонтиран под негово ръководство. През май-юни участва в борбата срещу въстанието на атаман Никифор Григориев, през юли е назначен на Деникинския фронт, където участва в битките при Запорожие и Екатеринослав.
Нестор Махно, който уважава Железняк заради неговата смелост, вече в изгнание отбелязва, че Железняков е направил голяма грешка, като не е разгонил Съвета на народните комисари след Учредителното събрание.

## Смърт и погребение
На 25 юли 1919 г., в битка с войските на Андрей Шкуро, брониран влак под командването на А. Г. Железняков попада в засада близо до гара Верховцево. В последния момент от битката, когато бронираният влак, който се движи назад, вече е избягал от засадата, Железняков е ранен в гърдите. Раната се оказва фатална: на 26 юли на гара Пятихатки той умира.
На 3 август в Москва ковчегът с тялото му е транспортиран на бронирана кола, придружен от голям брой моряци, военни приятели, другари, познати и роднини. Погребалната процесия продължава от булевард „Новински“, където се състои последното сбогуване, до гробището „Ваганковское“ (59 място), където тялото е погребано с всички военни почести.

## Галерия
- Паметник на Железняк в Ногинск
- Паметник на Железняк, монтиран в централния парк на Долгопрудни
- Надгробният паметник на Железняк